# Andreas Fjorden Ree
Andreas Fjorden Ree  (* 16. April 2000) ist ein norwegischer Skilangläufer.

## Werdegang
Ree, der für den Støren Sportsklubb startet, nahm bis 2020 an Juniorenwettbewerben teil und startete zu Beginn der Saison 2021/22 in Beitostølen erstmals im Scandinavian-Cup, wo er den 17. Platz über 15 km Freistil errang. Im weiteren Saisonverlauf erreichte er in Falun mit dem zweiten Platz über 15 km Freistil seine erste Podestplatzierung in dieser Rennserie und siegte bei den norwegischen Meisterschaften über 50 km Freistil. Zudem wurde er bei den U23-Weltmeisterschaften 2022 in Lygna Sechster über 15 km klassisch und gewann in der Mixed-Staffel die Goldmedaille. In der folgenden Saison kam er auf den zehnten Platz in der Scandinavian-Cup-Gesamtwertung und bei den U23-Weltmeisterschaften 2023 in Whistler auf den vierten Rang im 20-km-Massenstartrennen. In der Saison 2023/24 lief er mit sechs Top-Zehn-Platzierungen, darunter Platz drei über 10 km Freistil sowie Rang zwei über 30 km klassisch in Hommelvik auf den sechsten Platz in der Gesamtwertung des Scandinavian-Cups. Es folgte darauf im März 2024 sein Debüt im Skilanglauf-Weltcup in Oslo, wo er mit dem 21. Platz im 50-km-Massenstartrennen seine erste Weltcuppunkte holte. Nachdem Plätzen vier und eins bei FIS-Rennen in Beitostølen zu Beginn der Saison 2024/25, startete er in Ruka erneut im Weltcup und kam mit dem 13. Platz über 10 km klassisch sowie dem fünften Rang im 20-km-Massenstartrennen erneut in die Punkteränge.